# Buysscheure
Buysscheure – miejscowość i gmina we Francji, w regionie Hauts-de-France, w departamencie Nord. 
Według danych na rok 1990 gminę zamieszkiwało 419 osób, a gęstość zaludnienia wynosiła 68 osób/km² (wśród 1549 gmin regionu Nord-Pas-de-Calais Buysscheure plasuje się na 839. miejscu pod względem liczby ludności, natomiast pod względem powierzchni na miejscu 582.).
Na jej terenie swoje źródło ma rzeka Yser.